# Aquilegia flavescens
La colombina amarilla o Aquilegia flavescens es una especie de planta herbácea de la familia Ranunculaceae. Es nativa de las praderas de montaña, bosques abiertos y pendientes alpinas de las Montañas Rocosas desde el norte de Utah a la Columbia Británica y Alberta.

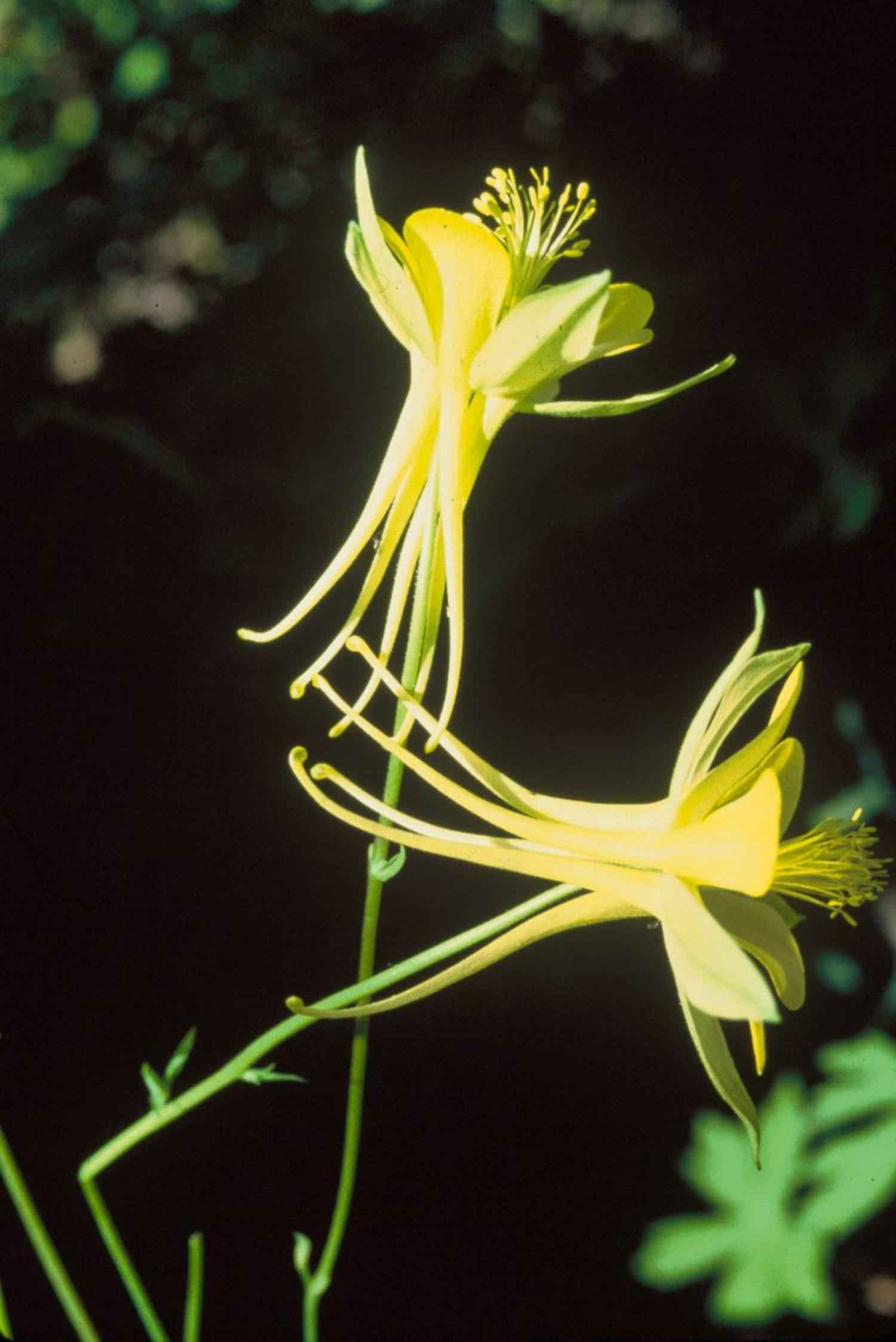
Flores

## Descripción
La planta alcanza un tamaño de hasta 20-70 cm de altura. Mientras que la forma más común de las flores, es el color  amarillo, partes de las flores también pueden ser de color amarillo-rosado, frambuesa, rosa, blanco y crema.

## Taxonomía
Aquilegia flavescens, fue descrita  por Sereno Watson y publicado en United States Geological Expolration of the Fortieth Parallel. Vol. 5, Botany 10, en el año 1871.
Etimología
Ver: Aquilegia
flavescens: epíteto latino que significa "de color amarillento".
Sinonimia
- Aquilegia caerulea var. flavescens (S.Watson) G.Lawson
- Aquilegia canadensis var. aurea Roezl
- Aquilegia canadensis var. depauperata (M.E.Jones) K.C.Davis
- Aquilegia canadensis subsp. flavescens (S.Watson) Brühl
- Aquilegia canadensis var. flavescens (S.Watson) K.C.Davis
- Aquilegia coerulea var. flavescens (S. Watson) M.E. Jones
- Aquilegia depauperata M.E.Jones
- Aquilegia flavescens f. minor Tidestr.
- Aquilegia formosa var. flavescens (S.Watson) Hook.f.
- Aquilegia formosa var. flavescens (S. Watson) M. Peck[3]